# Noemí Violeta Cattoi
Noemí Violeta Cattoi (* 23. Dezember 1911 in Buenos Aires; † 29. Januar 1965) war eine argentinische Wirbeltier-Paläontologin, die sich mit fossilen Säugetieren, Schildkröten und Vögeln befasste.

## Leben
Cattoi wurde ab 1930 in der Forschergruppe „Bernardino Rivadavia“ am Museo Argentino de Ciencias Naturales (MACN) ausgebildet. 1937 wurde sie unter der Leitung von Martin Doello Jurado mit der Dissertation Osteografía y osteometría comparada de los géneros Typotheriodon y Typotherium über zwei fossile Säugetiergattungen des Känozoikums aus der Ordnung Notoungulata an der Universidad de Buenos Aires promoviert.
Von 1948 bis zu ihrem Tod war Cattoi Professorin für Geologie und Paläontologie am Instituto Superior del Profesorado de la Capital Federal. Darüber hinaus war sie außerordentliche Professorin an der Facultad de Ciencias Naturales y Museo de la Universidad Nacional de La Plata (FCNyM-UNLP). Sie war die erste Paläontologin, die von der staatlichen Forschungsförderungsorganisation CONICET gefördert wurde. Sie war Delegierte auf vielen Kongressen und nahm an zahlreichen wissenschaftlichen Tagungen teil, wo sie auch Vorträge hielt. 1960 wurde sie Leiterin der Sektion Paläozoologie, später der Abteilung für Wirbeltiere des Museo Argentino de Ciencias Naturales.
Auf ihren Forschungsreisen sammelte sie paläontologische Exemplare für das Museo Argentino de Ciencias Naturales. Cattoi widmete sich hauptsächlich dem Studium der Säugetiere des Känozoikums (z. B. Typotheria und fossile Tapire), untersuchte aber auch die känozoischen Vögel und Schildkröten Südamerikas und wurde im Laufe ihrer Karriere von mehreren wissenschaftlichen Gesellschaften Argentiniens ausgezeichnet. 1955 war sie eines der Gründungsmitglieder der Asociación Paleontológica Argentina (A.P.A), zusammen mit Mathilde Dolgopol de Sáez, María Bonetti de Stipanicic, Andreína B. de Ringuelet, Elsa F. de Alvarez und Hildebranda A. Castellaro. Sie war die erste Schatzmeisterin dieser Gesellschaft und wurde für drei aufeinanderfolgende Amtszeiten (1957–1958, 1959–1961, 1961–1963) zur Sekretärin gewählt.
Zu den Erstbeschreibungen von Noemí Cattoi zählen Tapirus rioplatensis, Notoemys laticentralis (mit Marcos A. Freiberg), Podocnemis argentinensis (mit Freiberg), Bravardia pampaea, Chubutherium ferelloi, Mesotherium angustirostrum und Cyanoliseus ensenadensis.